# W (nacionalni park)
W je nacionalni park na tromeđi Nigera, Burkine Faso i Benina. Smješten je u meandru rijeke Niger u obliku slova "W", 150 kilometara jugoistočno od Niameya. Površine je 220.000 ha (u Nigeru). Osnovan je 4. kolovoza 1954., nakon što je izvorno 1953. klasificiran kao rezervat faune.
Nacionalni park W danas je na području Nigera, Benina i Burkine Faso na 10.000 km² sklonište za brojne vrste sisavaca, među kojima su i slonovi (Loxodonta africana), lavovi (jedina održiva populacija zapadnoafričkih lavova), gepardi, bivoli (Syncerus caffer), kob antilopa (Kobus kob), konjska antilopa (Hippotragus equinus), neke vrste majmuna, vodenkonja (Hippopotamus amphibius), dujkera (Sylvicapra grimmia), gazela (Gazella rufifrons), ali i razne vrste ptica (guske, patke, ibisi) i reptila Geochelone sulcata, Trionyx triungis, Varanus niloticus, Python sebae, Python regius, Bitis arietus i nilski krokodil (Crocodylus niloticus).
Od 1996. je upisan na UNESCO-ov popis mjesta svjetske baštine u Africi jer „predstavlja važan ekosustav biogeografskih pokrajina zapadnoafričkih šuma/savana”. God. 2008. EU je financirala projekt ECOPAS (fr. Ecosystèmes Protégés en Afrique Soudano-Sahélienne) kojim su tri nacionalna parka ujedinjena zajedničkom upravom u W regionalni park (fr. Parc Regional W). God. 2017. UNESCO je u zaštićeno područje uključio Nacionalni park Pendjari (Benin) i Nacionalni park Arly (Burkina Faso), stvorivši golemo zaštićeno područje od 1.494.831 ha poznato kao W-Arly-Pendjari kompleks.
- Rijeka Mékrou u nacionalnom parku W
- Pogled na prorjeđene šumarke parka W (prosječna udaljenost od dva šumarka je oko 50 m)
- Krajolik s potokom u parku W
- Baobab (Adansonia digitata) u parku W
- Slonovi u parku W

## Vanjske poveznice
- Nacionalni park W na stranici UNESCO-a (engl.)
- 'W' National Park, Niger (engl.)

### Ostali projekti
|  | Zajednički poslužitelj ima još gradiva o temi W (nacionalni park) |